# پژو تیپ ۸
پژو تیپ ۸ (انگلیسی: Peugeot Type 8)
یک خودروی چهارنفره کوچک بود که توسط پژو از سال ۱۸۹۳ تا ۱۸۹۶ تولید شد. موتور آن ۱۲۸۲ سی سی بود. این خودرو به عنوان جانشین تیپ ۷ شد و در آخر پژو تیپ ۲۱ جایگزین این خودرو شد.